# Hagelsgöl
Hagelsgöl är en sjö i Hultsfreds kommun i Småland och ingår i Emåns huvudavrinningsområde. Sjön har en area på 0,0552 kvadratkilometer och ligger 113,1 meter över havet.

## Delavrinningsområde
Hagelsgöl ingår i det delavrinningsområde (637291-150330) som SMHI kallar för Utloppet av Hulingen. Medelhöjden är 123 meter över havet och ytan är 71,73 kvadratkilometer. Räknas de 32 avrinningsområdena uppströms in blir den ackumulerade arean 645,61 kvadratkilometer. Silverån (Brusaån) som avvattnar avrinningsområdet har biflödesordning 2, vilket innebär att vattnet flödar genom totalt 2 vattendrag innan det når havet efter 106 kilometer. Avrinningsområdet består mestadels av skog (62 procent) och jordbruk (11 procent). Avrinningsområdet har 8,51 kvadratkilometer vattenytor vilket ger det en sjöprocent på 11,9 procent. Bebyggelsen i området täcker en yta av 5,24 kvadratkilometer eller 7 procent av avrinningsområdet.